# بوجیسک-باگنو
بوجیسک-باگنو (به لهستانی:  Budzisk-Bagno) یک روستا در لهستان است که در گمینا یانوو (استان پودلاسکی) واقع شده‌است.